# Marco Gielen
Marco Gielen (Belfeld, 30 mei 1970) is een voormalige Nederlandse langeafstandsloper, die viermaal Nederlands kampioen werd. Daarnaast bezat hij van 1999 tot 2013 het Nederlandse record op de 15 km. Ook was hij vanaf 1995 met 58.52 gedurende enkele jaren Nederlands recordhouder op de 20 km. Die tijd werd echter in 1999 met 48 seconden verbeterd door Greg van Hest.

## Biografie

### Jeugd
Gedurende zijn eerste levensjaren zag het er lange tijd naar uit, dat het op sportief gebied niets zou worden met Marco Gielen. "De eerste acht jaar van mijn leven lag ik meer in het ziekenhuis dan dat ik thuis was", begint hij. "Ik had last van allerlei kwaaltjes. De dokter vertelde me toen dat ik ooit wel zou kunnen sporten, maar nooit goed zou worden. Op school sprong ik er qua resultaten ook niet uit. Tot ik ontdekte dat het lopen me wel goed afging. Dat was een bewijs tegenover anderen en mezelf dat ook ik goed kon zijn in iets".
Toch begon Gielen met voetbal bij de voetbalvereniging Belfeldia en stapte hij pas later over op atletiek. Na enige tijd specialiseerde hij zich op de langere afstand. Al in 1987 werd hij Nederlands jeugdkampioen op de 3000 m. Deze titel zou hij ook behalen in 1989 en 1990. Bovendien liep hij in 1989 op de 10.000 m een jeugdrecord, 29.50,05, dat tien jaar stand hield. In 1999 dook Koen Raymaekers er ten slotte elf seconden onder.

### Keuze voor wegatletiek
In 1993 sloot hij zich aan bij atletiekvereniging Scopias in Venlo. Uiteindelijk verkoos Gielen de wegatletiek. "Dat is meer mijn wereldje. Het is gemoedelijker dan de baan. Veel lopers zijn getrouwd, rustiger en ouder. Op de baan heerst toch meer de sfeer van 'hier ben ik'." Daarbij zag hij toen de marathon als zijn uiteindelijke doel. Alleen gunde hij zich niet de tijd om daar gestaag naartoe te groeien. "Ik stelde met Matti (de Vugt - red. wiki) een plan op voor Atlanta. Daar streefden we naar de marathon op de Olympische Spelen lopen. Ik heb het niet gehaald. Achteraf gezien was 2:12 voor dat moment veel te hoog gegrepen." Na diverse eerdere, min of meer mislukte pogingen kreeg Gielen pas eind 1997 bij de marathon van Lissabon het gevoel dat hij die afstand aankon. Hij liep daar 2:17.11. "Na die wedstrijd is het gevoel gekomen."

### Te weinig dienstjaren
Desondanks zou Marco Gielen zich in de jaren erna vooral op de kortere afstanden blijven manifesteren. "Vooralsnog ben ik een wegatleet, geen marathonloper. Ik heb nog te weinig dienstjaren voor de marathon, zoals dat heet. Maar dat heeft alles met tijd te maken. Ik loop het liefst nog wedstrijden van 10 kilometer tot de halve marathon. Vorig jaar liep ik op de halve marathon 1:01.55. Die afstand komt er op dit moment nog het beste uit," aldus Gielen in 1998.
Sindsdien lijkt er weinig veranderd. Al wil er een enkele maal nog weleens een marathon tussen zitten in zijn resultatenoverzicht. In 1999 en 2001 won Gielen de Tilburg Ten Miles. In 1999 en 2000 werd hij tweede achtste beëindigde in 2:27.11. In 2002 werd hij tweede op de Zevenheuvelenloop in 44.47. In 2004 won hij de Groet Uit Schoorl 10 km in 28.35 en in 1995 en 1997 de 20 van Alphen in 58.52 en 58.56.
Op 18 mei 2007 deed Marco Gielen zowaar weer eens mee aan een kampioenschap op de baan: het NK 10.000 m. Toppers als Kamiel Maase, Luc Krotwaar en Koen Raymaekers waren afwezig. Nadat hij afgerekend had met de onstuimig startende Khalid Choukoud (deze liep de eerste 4 km op kop), werd hij Nederlands kampioen in 29.14,88. Voor de eerste maal sinds hij zeventien jaar daarvoor senioratleet was geworden.
Gielen woont in Belfeld, evenals de atleet Sander Schutgens.

## Nederlandse kampioenschappen
| Onderdeel                 | Jaar       |
| ------------------------- | ---------- |
| halve marathon            | 1997, 2001 |
| 10.000 m                  | 2007       |
| veldlopen (lange afstand) | 2000       |

## Persoonlijke records
Baan
| Onderdeel | Prestatie | Datum        | Plaats         |
| --------- | --------- | ------------ | -------------- |
| 1500 m    | 3.55,80   | 16 juni 1991 | Weert          |
| 3000 m    | 8.07,93   | 30 juni 2001 | Uden           |
| 5000 m    | 13.42,45  | 14 juli 2001 | Heusden        |
| 10.000 m  | 28.49,80  | 14 juli 1995 | Bergen op Zoom |

Weg
| Onderdeel      | Prestatie     | Datum            | Plaats              |
| -------------- | ------------- | ---------------- | ------------------- |
| 4 Eng. mijl    | 18.14         | 1998             | Peoria              |
| 10 km          | 28.21         | 10 april 1994    | Brunssum            |
| 15 km          | 43.38 (ex-NR) | 24 mei 1999      | Nijmegen            |
| 10 Eng. mijl   | 47.22         | 3 juni 2001      | Tilburg             |
| 20 km          | 58.52 (ex-NR) | 11 maart 1995    | Alphen aan den Rijn |
| halve marathon | 1:01.55       | 23 maart 1997    | Den Haag            |
| 30 km          | 1:36.17       | 1996             | Zaandam             |
| marathon       | 2:17.11       | 23 november 1997 | Lissabon            |

## Palmares

### 3000 m
- 1991:  NK indoor - 8.10,00

### 5000 m
- 2008:  NK in Amsterdam - 14.23,73

### 10.000 m
- 1995:  NK in Bergen op Zoom - 28.49,80
- 2007:  NK in Utrecht - 29.14,88
- 2009:  NK in Utrecht - 29.51,21

### 10 km
- 1991: 6e Parelloop - 29.20
- 1994:  Parelloop - 28.21
- 1998: 10e Parelloop - 29.39
- 1999:  NK in Brunssum - 29.03 (5e overall)
- 2001: 5e Korstenbroich - 29.19
- 2002:  Coenecooploop - 29.05
- 2002: 9e Zwitserloot Dak Run - 30.41
- 2003:  Tulploop in Roelofarendsveen - 29.30
- 2003: 4e Almere Marathon - 30.21
- 2003: 6e Zwitserloot Dakrun - 30.33
- 2004:  Groet Uit Schoorl Run - 28.35
- 2004: 11e Sevenaerrun - 29.53
- 2005: 8e Groet Uit Schoorl Run - 29.51
- 2006: 11e Loopfestijn Voorthuizen - 31.19
- 2006: 6e Gerard Tebroke Memorialloop - 30.23
- 2007: 10e Groet Uit Schoorl Run - 29.57
- 2007: 7e Goudse Nationale Singelloop - 29.52
- 2007:  Alphense Stratenloop - 29.49
- 2008: 7e NK in Schoorl - 30.06 (11e overall)
- 2009: 8e Groet Uit Schoorl Run - 29.54
- 2009: 8e Hilversum City Run - 29.57
- 2009: 5e SDU The Hague Royal Ten - 29.16
- 2010: 7e SDU Royal Ten - 29.57
- 2011: 9e NK 10 km in Tilburg - 30.46
- 2013: 11e Stadsloop Appingedam - 31.09

### 12 km
- 2010: 15e Zandvoort Circuit Run - 39.04

### 15 km
- 1990: 4e Zevenheuvelenloop - 46.26
- 1991: 4e Zevenheuvelenloop - 44.39
- 1992: 5e Zevenheuvelenloop - 44.23
- 1993: 12e Zevenheuvelenloop - 45.10
- 1995: 5e Zevenheuvelenloop - 44.13
- 1996: 12e 15 km van Utica - 44.16
- 1996: 5e Zevenheuvelenloop - 43.48
- 1997: 7e Zevenheuvelenloop - 44.23
- 1999: 5e Zevenheuvelenloop - 43.38
- 2000: 7e Zevenheuvelenloop - 44.01
- 2001: 10e Zevenheuvelenloop - 44.35
- 2002: 2e Zevenheuvelenloop - 44.47
- 2003: 5e Zevenheuvelenloop - 44.13
- 2004: 9e Zevenheuvelenloop - 44.15
- 2005: 16e Zevenheuvelenloop - 45.45
- 2007: 16e Zevenheuvelenloop - 47.25
- 2008: 10e Montferland Run - 45.04
- 2008: 11e Zevenheuvelenloop - 45.21
- 2009: 17e Zevenheuvelenloop - 46.30

### 10 Eng. mijl
- 1994: 8e Dam tot Damloop - 48.10
- 1995:  Zuidersterloop Rotterdam - 47.55
- 1997: 10e Dam tot Damloop - 47.30
- 2001: 8e Tilburg Ten Miles - 47.22
- 2001: 13e Dam tot Damloop - 48.03
- 2002: 11e Dam tot Damloop - 47.54
- 2003: 19e Tilburg Ten Miles - 52.02
- 2003: 13e Dam tot Damloop - 48.32
- 2004: 4e Great South Run - 48.06
- 2004:  De Wilgenweard Diepe in Nijverdal - 47.46
- 2006: 17e Dam tot Damloop - 49.32
- 2006: 12e Tilburg Ten Miles - 50.49
- 2007: 12e Tilburg Ten Miles - 48.28
- 2008: 17e Tilburg Ten Miles - 51.25
- 2008: 18e Dam tot Damloop - 49.21

### 20 km
- 1995:  20 van Alphen - 58.52
- 1996: 6e 20 van Alphen - 59.39
- 1997:  20 van Alphen - 58.56
- 1998: 5e 20 van Alphen - 59.25
- 2002: 12e 20 van Alphen - 1:02.05
- 2005: 16e 20 van Alphen - 1:05.38

### halve marathon

#### WK halve marathon
- 1993: 86e WK - 1:05.21
- 1997: 38e WK - 1:02.48
- 1998: 38e WK - 1:02.57
- 1999: 48e WK - 1:05.08
- 2002: 48e WK in Brussel - 1:04.33

#### NK halve marathon
- 1995:  NK - 1:03.28 (3e overall)
- 1997:  NK - 1:04.10
- 1998:  NK - 1:04.49
- 1999:  NK - 1:02.39 (8e overall)
- 2000:  NK in Den Haag (15e overall)
- 2001:  NK in Utrecht - 1:02.54
- 2004:  NK in Den Haag - 1:03.20 (7e overall)
- 2008: 5e NK in Den Haag - 1:05.13 (15e overall)
- 2011: 6e NK in Breda - 1:08.46 (14e overall)
- 2012:  NK in Venlo - 1:05.56 (tevens  M40)
- 2013: 6e M40 NK in Venlo - 1:15.54
- 2014  M40 NK in Den Haag - 1:07.46 (30e overall)
- 2019: 8e M45 NK te Venlo - 1:21.18

#### overige halve marathons
- 1995:  halve marathon van Egmond - 1:04.12
- 1996: 10e halve marathon van Egmond - 1:05.27
- 1996: 4e City-Pier-City Loop - 1:02.36
- 1997: 4e City-Pier-City Loop - 1:01.55
- 1997: 16e halve marathon van Lille - 1:05.51
- 1998: 7e halve marathon van Egmond - 1:04.20
- 1999:  halve marathon van Egmond - 1:02.23
- 1999: 14e Dam tot Damloop - 1:04.54
- 2000: 5e Great North Run - 1:02.37 (downhill)
- 2000: 11e Dam tot Damloop - 1:03.09
- 2002: 11e halve marathon van Egmond - 1:05.45
- 2002: 6e Great North Run - 1:03.31
- 2004: 5e halve marathon van Egmond - 1:06.30
- 2005: 12e Goed Beter Bestloop in Best - 1:05.50
- 2006: 15e Venloop - 1:07.58
- 2006: 4e Houtwijkkerstloop in Dronten - 1:05.40
- 2007:  Venloop - 1:05.28
- 2007: 11e Great North Run - 1:04.08
- 2008: 9e Venloop - 1:04.08
- 2009: 10e halve marathon van Egmond - 1:08.02
- 2009: 9e Venloop - 1:05.10
- 2010: 34e Venloop - 1:08.25

### marathon
- 1997:  marathon van Lissabon - 2:17.11
- 1999: 8e marathon van Enschede - 2:27.11

### overige afstanden
- 1991: 4e 4 Mijl van Groningen - 19.08
- 1993: 6e 4 Mijl van Groningen - 18.44
- 1997:  Asselronde (27,5 km) - 1:23.02
- 2010:  Asselronde (27,5 km) - 1:29.54

### veldlopen
- 1989: 105e WK  junioren - 28.50
- 1990: 18e NK (lange afstand) - 40.56
- 1991: 8e NK (lange afstand) - 40.09
- 1992: 5e NK (lange afstand) - 38.41
- 1992: 156e WK (lange afstand) - 40.03
- 1994: 10e NK (lange afstand) - 39.59
- 1994: 21e EK - 28.36
- 1995: 19e EK - 27.29
- 1996: 6e NK (lange afstand) - 36.52
- 1996: 28e EK - 34.53
- 1998:  NK (lange afstand) - 36.22
- 1999: 12e Warandeloop - 30.34
- 2000:  NK (lange afstand) - 39.45
- 2000: 12e Warandeloop - 30.27
- 2001:  NK (lange afstand) - 45.46
- 2001: 12e Warandeloop - 30.47
- 2001: 39e WK (lange afstand) - 29.02
- 2002: 12e Geminicross - 36.04
- 2002: 15e Warandeloop - 31.23
- 2003: 19e Warandeloop - 31.25
- 2004:  NK - 37.14
- 2005: 5e NK (lange afstand) - 37.30
- 2007: 39e Warandeloop - 33.32
- 2008: 5e NK (lange afstand) - 32.47
- 2008: 22e Warandeloop - 33.15
- 2008: 22e Sylvestercross - 36.25
- 2009:  NK (lange afstand) - 32.15